# Intendants des menus
Les intendants des menus étaient sous l'Ancien Régime des fonctionnaires chargés d'organiser les divertissements de la cour. 

## Histoire
Les intendants des menus sont créés en 1684. Ils sont alors placés sous la surveillance de la dauphine.

## Intendants des menus célèbres
- Michel de Bonneval
- Denis Pierre Jean Papillon de La Ferté
- Victor-Amédée Ier de Savoie-Carignan